# Rakamaz
Rakamaz ist eine ungarische Stadt im Kreis Nyíregyháza im Komitat Szabolcs-Szatmár-Bereg.
Die Ortschaft liegt an der Einmündung des Bodrog in die Theiß, 32 km nordwestlich der Komitatshauptstadt Nyíregyháza, nahe der Stadt Tokaj. Das Rücklaufgewässer der Theiß (Nagy-Morotva) grenzt sichelartig an die Siedlung im Süden. Das Klima ist mäßig warm bis trocken. Rakamaz ist eine der ältesten Siedlungen des Kombinats Szabolcs-Szatmár-Bereg.

## Stadtgeschichte
Rakamaz hat eine kleine, aber weitreichende Geschichte hinter sich. Durch eine Überschwemmung Ende des 19. Jahrhunderts wurden zufällig alte Relikte aus dem Zeitraum 1. Jhd. n. Chr. gefunden, worauf schließen lässt, dass die Handelsroute vom Balkan nach Polen durch Rakamaz führte. Die Stadt neben der Theiß ist eine der ältesten Siedlungen in der Grafschaft. Sie wurde 1067 erstmals in schriftlichen Quellen erwähnt.
1445 zerstörten tschechische Hussiten die Ortschaft, aber 1556 war sie mit 450 Einwohnern bereits wieder eine der bevölkerungsreichsten Siedlungen des Landkreises Szabolcs. Die türkische Zerstörung erreichte ebenfalls das Dorf und hinterließ im 16. Jahrhundert nur 25 Leibeigene.
Nach dem Frieden von Sathmar wurde das Dorf wie andere Güter von Rákóczi beschlagnahmt. Die königliche Schatzkammer versuchte erfolglos, die verlassene Siedlung zu bevölkern. Laut der Volkszählung war Rakamaz zwischen 1704 und 1729 nicht bewohnt. Daraufhin versuchte man die Gegend ab dem Jahr 1729 während der Regierungszeit von Karl von Habsburg (König von Ungarn) zum ersten Mal mit schwäbischen Siedlern („Sváb“) zu bevölkern. Das völlig entvölkerte Kameralgut sollte von dem kaiserlichen Kameral-Oberverwalter Johann Franz Falck mit 150 deutschen Familien besiedelt werden. 1729 erschien ein Aufruf an die Kurfürsten von Mainz, Trier und Pfalz, an den Markgrafen von Baden, an die Fürsten von Birkenfeld und Zweibrücken, an den Grafen von Darmstadt und den Erzbischof von Speyer, dass sie 200–300 katholische Familien nach Ungarn auswandern lassen sollen.  So wurde Rakamaz von Deutschen besiedelt, die neben Ackerland die Weinberge von Tokaj kultivierten und ebenfalls Steuervergünstigungen erhielten. Laut dem Rakamaz-Register kam die erste Gruppe deutscher Familien im Sommer 1729 an. Damit stellt Rakamaz die älteste Ortschaft dar, in der Schwaben nach Ungarn umgesiedelt worden sind. Die damalige Flurbezeichnung „Wittemberg“ gibt den Hinweis auf die Herkunft der Siedler aus Württemberg. Bis zum 20. Jahrhundert wurden sie alle magyarisiert.
Das Dorf erlitt während der Revolution und des Unabhängigkeitskrieges von 1848–49 große Schäden. In den 1890er Jahren wurde in Rakamaz ein Tabaklager errichtet. Dies machte das Dorf zu einem Zentrum für Tabakwechsel. Mit der Entwicklung der Viehzucht wurden Großbetriebe gegründet. Im Jahr 1900 zählte Rakamaz 3.740 Einwohner.
Am 19. April 1919 erreichten im Zuge des Ersten Weltkriegs die Rumänen die Theiß-Linie und stellten Rakamaz unter rumänische Besatzung. Rumänische Truppen, die sich auf die Tokajer Brücke zurückzogen, sprengten auch die Straßen- und Eisenbahnbrücken. Die Armee kontrollierte den Berg von Tokaj und feuerte auf Rakamaz herunter. Die Bevölkerung suchte Schutz im Keller. Am 18. März 1920 endete die elfmonatige rumänische Besetzung. Während des Ersten Weltkriegs ließen 114 Rakamazer Soldaten ihr Leben. 1930 befand sich die Weltwirtschaft in einer Krise. Zum Zeitpunkt der Krise überlebten nur die Betriebe mit der höchsten Tierproduktion. Rakamaz „Hauptprodukt“ waren neben Weizen auch Kartoffeln. Trotz dieser schwierigen Zeiten war Rakamaz bis 1930 zu einer großen Gemeinde mit 5.327 Einwohnern herangewachsen. Rakamaz wurde zu einem beliebten Standort für Schuhmacher- und Stiefelschmiedehandwerk, der Branche mit der größten Entwicklung. Mehrere Handwerker gingen von Messe zu Messe und verkauften die beliebten Rakamazer Schuhe.
Tabaklager mit mehreren Hunderten Beschäftigten haben einen festen Arbeitsplatz geschaffen. Gut ausgebildete Bergleute gaben Steinbrüchen Arbeit. Neben all diesen Jobs nahmen sie auch an der Landwirtschaft teil. 1941 zählte Rakamaz 5.421 Einwohner. Am 26. Juni 1941 erklärte Ungarn der Sowjetunion den Krieg. Am 12. April 1944 sind alle Rakamazer Juden, ca. 20 Personen, in das Sammellager (Ghetto) nach Nyíregyháza gebracht und später weiter in das Vernichtungslager Auschwitz verschleppt worden. Im Zuge des Vormarschs der Roten Armee und die Einnahme der Tokajer Region wurden 302 vorwiegend deutschstämmige Rakamazer gefangen genommen und in die Sowjetunion gebracht. Nach einer einmonatigen, holprigen Fahrt kamen sie auf dem Kohlefeld von Donezk in Dombach an. Hier waren sie in einer Winterkälte von 30–35 Grad untergebracht. Rákosi holte sie zum Zwecke von Wahl-Propaganda 1947 wieder nach Hause.
Rakamaz erhielt den Rang einer Stadt am 1. Juli 2000.

### Einwohnerentwicklung
| Datum | Einwohner |
| ----- | --------- |
| 1556  | 450       |
| 1704  | 0         |
| 1787  | 1.350     |
| 1900  | 3.740     |
| 1930  | 5.327     |

| Datum | Einwohner |
| ----- | --------- |
| 1941  | 5.421     |
| 1990  | 5.235     |
| 2001  | 5.253     |
| 2011  | 4.683     |
| 2019  | 4.294     |

* Datenquellen: Stadtverwaltung Rakamaz, Nationales Statistikamt Ungarn

## Politik

### Bürgermeister
- 1994–1998: Frigyes Pirint (parteilos)
- 1998–2002: János Bodnár (parteilos)
- 2002–2006: Frigyes Pirint (parteilos)
- 2006–2014: Ernő Farkas (Fidesz-KDNP)
- 2014–2019: László Bodnár (Rakamazi Civil Szervezetek Szövetsége)
- Seit 2019: László Bodnár (parteilos)[11]

### Wappen
Die Form ist ein abgerundeter Dreieckschild mit zwei Querschnitten. Dabei sind beide Ecken des Schildes in einem Winkel von 45 Grad, um zwei gleichseitige Dreiecke zu bilden. Das Schildfeld unter den Dreiecken ist grün mit einem silbernen adlerähnlichen mythischen Greifvogel, der zwei kleine Vögel in seinen Krallen hält. Sie können seine eigenen Kinder sein, aber das kann auch eine symbolische Darstellung für die Seelen sein, die in die Höhe getragen werden. Auf der rechten Oberseite des Schildkopfes gibt es ein rotes Dreieck mit einem silbernen lateinischen Kreuz. Das linke Dreieck besteht aus je einem schwarzen und goldenen Querstreifen.
Erläuterung:

Wappen von Rakamaz

Flagge von Rakamaz

Das zentrale Motiv des Wappens ist die Darstellung eines Greifvogels, der die am Rande des Dorfes gefundene Scheiben schmückt. Diese Meisterwerke der Árpád-Zeit (1000–1300) sind in ganz Ungarn als „Rakamazi-Scheiben“ bekannt.
Das schwarz-goldene Band weist darauf hin, dass die Bevölkerung der Siedlung in der ersten Hälfte des 18. Jahrhunderts größtenteils aus dem deutschen Bundesland Baden-Württemberg angesiedelt war (die Flagge des Landes Baden-Württemberg ist schwarz und gelb).
Das lateinische Kreuz auf dem roten Hintergrund symbolisiert die römisch-katholische Religion. Die überwiegende Mehrheit der Bevölkerung glaubt an diese Konfession.

### Stadtflagge
Die Flaggenbasis ist 1,50 cm lang, 0,90 m breit, weiß, mit dem städtischen Wappen in der Mitte und einem goldenen Dreiecksrand an den Rändern.

### Minderheiten
Die Nationalitätszugehörigkeit der Einheimischen im Jahr 2011 ergab, dass 89,7 % Ungarn waren, 4,8 % der Gruppe der
Roma und 3 % der deutschen Volksgruppe angehörten. Zum Zeitpunkt der Wahlen im Jahr 2019 gab es lokale Minderheiten von Roma und Deutschen in Rakamaz. Der deutschen wahlberechtigten Minderheit gehörten zu diesem Zeitpunkt 106 Menschen an, die Zahl der Roma-Wahlberechtigten lag bei 260.

### Religion
| Anteil | Religionszugehörigkeit |
| ------ | ---------------------- |
| 54,3 % | Römisch-Katholisch     |
| 8,3 %  | Reformiert             |
| 8,0 %  | Griechisch-Katholisch  |
| 7,8 %  | Konfessionslos         |
| 1,7 %  | Anderer Zugehörigkeit  |
| 0,3 %  | Evangelisch            |
| 19,7 % | Ohne Angabe            |

## Kultur und Sehenswürdigkeiten

### Kirchen

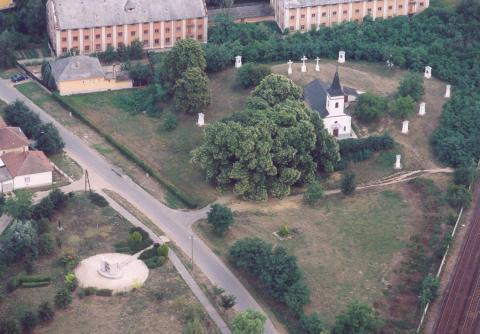
Kapelle Szent Kereszt felmagasztalása

In Rakamaz gibt es zwei römisch-katholische Kirchen. Zum einen die dreischiffige Kirche Szent István király, die von 1951 bis 1960 nach Plänen des Debrecener Architekten János Zsanda ohne staatliche Unterstützung an der Stelle erbaut wurde, an dem die sich zurückziehende deutsche Armee am 1. November 1944 die ehemalige dort stehende Kirche gesprengt hatte. Weiterhin gibt es die Kapelle Szent Kereszt felmagasztalása mit Kalvarienberg, die 1863 erbaut wurde. Die Kalvarienkapelle gilt noch heute als Wallfahrtskirche. In ihr werden neben römisch-katholischen auch griechisch-katholische Gottesdienste abgehalten. Die Kirche des Ortes verfügt über Kirchenregister und religiöse Bücher, die bis in das Jahr 1729 zurückreichen.

### Schule
Königin Elisabeth Deutsche Nationalitäten Grundschule (Rakamazi Erzsébet Királyné Német Nemzetiségi Általános Iskola)
Die ältesten Aufzeichnungen der Stadtschule stammen aus dem Jahr 1922. Bis 1971 war hier in Rakamaz eine Außenstelle der Gewerbeschule Nyíregyháza in Betrieb. Ausgebildet wurden Eisenhändler, Schlosser, Drechsler, Zimmermaler, Schuhmacher sowie Maurer. Bis 1992 führte die Schule allgemeine öffentliche Bildungsaufgaben durch. Dann wurde eine neue Form der Erziehung eingeführt, die Sonderpädagogik (Klasse 9–10). Der Name der Schule wurde in den Folgejahren mehrmals umbenannt. Seit dem akademischen Jahr 2001/2002 gibt es die deutsche Minderheitenbildung an der Schule und in diesem Zuge auch deutschsprachigen Unterricht. Am 20. Dezember 2013 haben Vertreter der deutschen Minderheitenselbstverwaltung der Stadt Rakamaz gemäß CXC 2011 zur nationalen öffentlichen Bildung beantragt, die Staatsangehörigkeitsbezeichnung der Königin-Elisabeth-Grundschule in die grundlegenden Berufsdokumente aufzunehmen.
Es werden unter anderem traditionell der Martinstag sowie das Gedenken an die Helden von 1956 gefeiert. Es gibt auf jedes Jahr im Rahmen der Umweltbildung eine Papiersammlung. Dessen Erlös wird verwendet, um Kinder in der Schule zu belohnen und Programme zu organisieren.

### Denkmäler
- Königin Elizabeth Obelisk: Auf dem Auenabschnitt der Hauptstraße 38, der Rakamaz mit Tokaj verbindet, befindet sich ein dreifach schraffierter Obelisk, der mit Bäumen und Büschen verziert ist. Eine Inschrift weist darauf hin, dass dies der Weg von Königin Elizabeth ist und die Entfernung zwischen Tokaj und Rakamaz 2,8 km beträgt. Das Denkmal wurde von der Kammer zum Gedenken an den Besuch von Franz Joseph I. und Königin Elizabeth I. errichtet.[18] Am 4. Mai 1857 reisten beide nach Ungarn, um die wunderschönen Landschaften des Bereg-Komitats zu besuchen, in denen das Finanzministerium wunderschöne Forstwirtschaft betrieben hatte.
- Turul-Vogel: Im Rahmen des Stadterneuerungsprogramms wurde vor der nach dem heiligen Stephanus benannten römisch-katholischen Kirche der Hauptplatz von Rakamaz erneuert. Ein Turul-Vogel wurde in der Mitte des Platzes auf eine sechs Meter hohe Kalksteinsäule gestellt. Die Gedenksäule beginnt mit einem Felsen, der einige der schönsten Stücke aus der Eroberungszeit (Honfoglalás) enthält. Ein fast 80 Zentimeter großer Sockel ragt aus der nach oben geneigten Kalksteinsäule heraus, auf deren Unterseite ein Palmetto-Motiv eingraviert ist, das der Rakamazi-Tarsoly-Platte nachempfunden ist. Oben auf der Kalksteinsäule befindet sich das Turul-Motiv, das auf einer 1,6 Meter großen Rakamazi-Flechtscheibe abgebildet ist. Das Denkmal wurde am 9. Oktober 2009 eingeweiht.[19]
- Denkmal des Zweiten Weltkriegs: Das Denkmal des Zweiten Weltkriegs befindet sich im Zentrum der Siedlung hinter der römisch-katholischen Kirche in der Nähe des Kalvarienbergs. Das Denkmal erinnert an 114 Gefallene. Es wurde 1991 von der Bevölkerung des Dorfes gespendet.[20]

### Sport
- Fußball: RAKAMAZI SPARTACUS SE (2019/20: 5. Liga - Szabolcs-Szatmár-Bereg)

### Festivitäten
- Schwäbisches Schweineschlachtfest (2019 bereits zum 15. Mal)
- Rakamazer Apfelfestival (Rakamazi Jonagold Almafesztivál)
- Rakamazer Turul-Fest (Rakamazi Turul Ünnep)

### Wanderweg

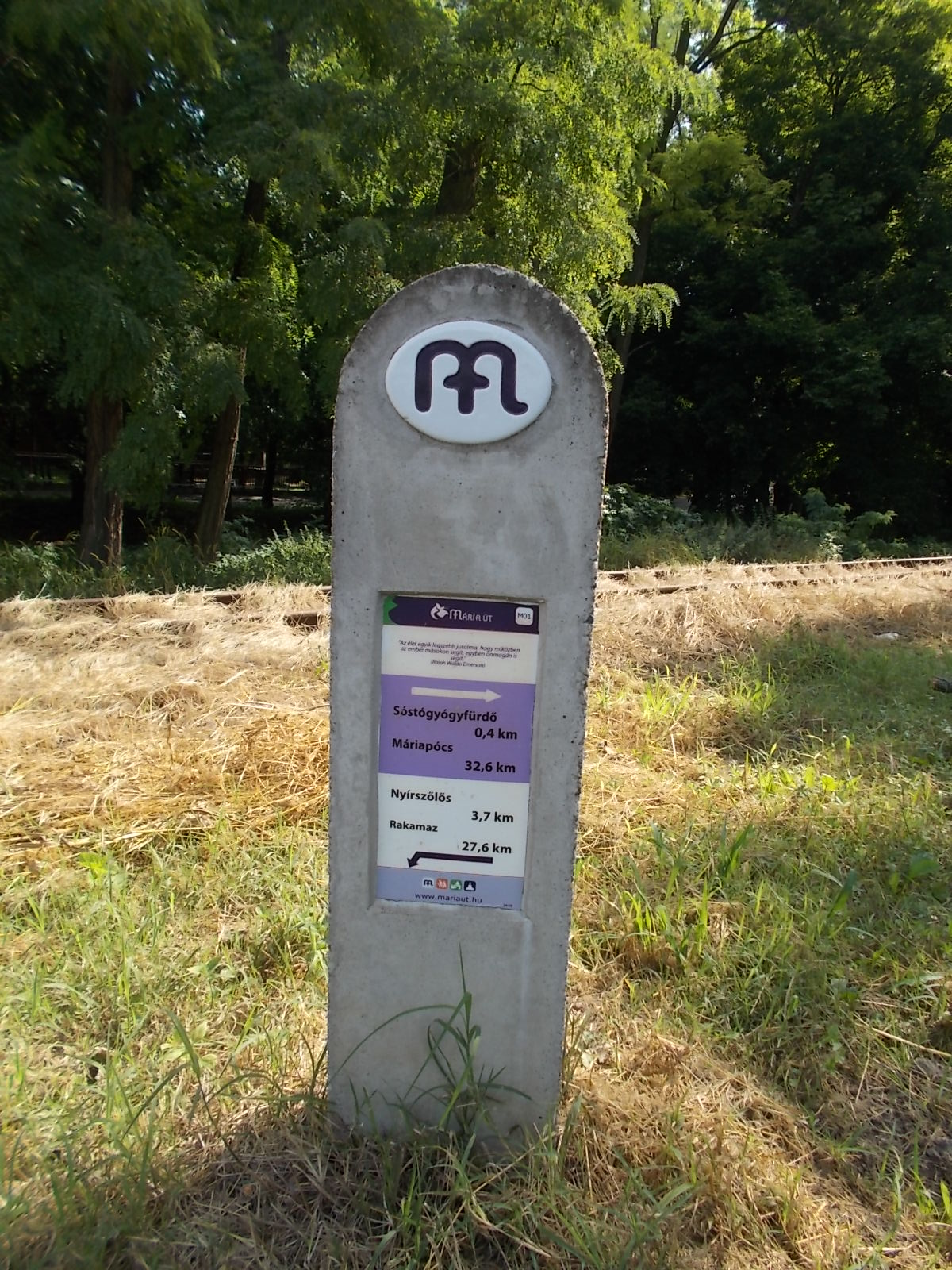
Beispiel für ein Zeichen des Marienweges

Durch Rakamaz verläuft der Marienweg. So nahm ab 2006 der Ausbau des Marienweges zwischen Mariazell in Österreich und Csíksomlyó (Şumuleu Ciuc, Rumänien) seinen Anfang. Dieser 1350 km lange Pilgerweg wurde schon vollständig errichtet und ist durch seinen charakteristischen lilafarbenen M-Touristenzeichen gut erkennbar.

### Kontroverse: Schildkrötenhaus
Anfang 2010 sah es für Rakamaz sehr gut aus, denn dank EU-Fördermittel wollte die damalige Stadtverwaltung ein echtes Touristenparadies entlang der Theiß erschaffen. Zu diesem Zeitpunkt erhielt die lokale Regierung 520 Mio. HUF für die Einrichtung eines zwei Kilometer langen Wasserweges, einer Vogelbeobachtungsstation, einem Besucherzentrum (Kleines Schildkrötenhaus) sowie einem Ausstellungsgebäude (Großes Schildkrötenhaus).
Die Arbeiten gingen jedoch sehr zögerlich voran mit mehreren Jahren Verspätung und einige Entwicklungselemente wurden gar gestrichen, aber 2012 wurde die Fertigstellung in der ersten Phase verkündet. Erst bei einer späteren Inspektion stellte sich heraus, dass einiges nicht in Ordnung war, das Große Schildkrötenhaus erhielt keine Nutzungserlaubnis. Unter anderem war die Strom-, Wasser- und Gaszufuhr für das Große Schildkrötenhaus nicht angeschlossen, weshalb Aufzug und Aquarium nicht nutzbar waren. Insgesamt wurden 44 Mängel für das Große Schildkrötenhaus, 20 für das Kleine Schildkrötenhaus und 9 für den Wasserschildkrötenpfad aufgelistet. Demnach wurden 34 Mio. HUF zertifiziert und für Arbeiten bezahlt, die 2013 überhaupt nicht ausgeführt wurden. Aber das ist nicht das Ende. Weitere 50 Mio. HUF wurden für unregelmäßig und falsch ausgeführte Arbeiten gezahlt.
Rakamaz war wegen des Projektes in einer misslichen Lage gefangen. 140 Mio. HUF hätten ausgegeben werden müssen, um das Große Schildkrötenhaus und den Wasserweg fertigzustellen. Wenn dies nicht abgeschlossen würde, müssten die EU-Beihilfen zurückgezahlt werden. Nach langem Warten hat die EU-Projektüberwachungsorganisation der neuen Stadtverwaltung eine Frist von 15. Juni 2016 gesetzt, um eine Nutzungserlaubnis zu erhalten. Wenn dies fehlschlägt, müsse das Geld zurückerstattet werden. Schließlich gewährte die ungarische Regierung weitere 80 Mio. HUF, und die lokale Regierung lieh sich zehn Jahre lang 60 Mio. HUF per Kredit. Mit diesem zusätzlichen Geld wurde die erste Phase pünktlich abgeschlossen.
Die Staatsanwaltschaft klagte den damaligen Bürgermeister Ernő Farkas und Vertreter der drei an der Errichtung beteiligten Unternehmen an. Ernő Farkas wurde in erster Instanz zu zwei Jahren Haft verurteilt aufgrund der Fälschung von Buchhaltungs- und Berichtspflichten, jedoch wurde das Urteil auf Bewährung für vier Jahre geändert.
Quellen:
Heutige Nutzung:
Der Ausstellungsraum des Großen Schildkrötenhauses beheimatet handgemalte historische Flaggen eines ungarischen Malers. Die Flaggen reichen bis ins 20. Jahrhundert zurück. Der Turul-Vogel ist ein wichtiges Element der ungarischen Märchenwelt und ist ebenfalls Teil der Ausstellung. Weiterhin sind Fotografien von Artefakten, die zwischen 1956 und 1974 an der Grenze zu Rakamaz gefunden wurden, zu besichtigen. Das Jósa András Museum von Nyíregyháza beherbergt diese Kunstwerke heute.
Außerdem gibt es eine Ausstellung zur Turul-Feier. Dieser Teil soll an diejenigen erinnern, die nach der Schlacht von Bratislava im Jahr 907 in der Region „Obere Theiß und im Bodrogköz“, dem ersten fürstlichen Wohngebiet, lebten. Traditionelle Kleidung sowie das zu diesem Zeitpunkt gegebene Leben in Ungarn soll hier nachempfunden werden.

## Verkehr
Durch Rakamaz verläuft die Hauptstraße Nr. 38, auf die von Norden kommend die Landstraße Nr. 3821 und von Süden kommend die Landstraße Nr. 3633 münden. Die Stadt ist angebunden an die Eisenbahnstrecke von Miskolc nach Nyíregyháza.